# Fabienne Engels
Fabienne Engels (* 6. November 1989 in Würzburg, Bayern, als Fabienne Kohlmann) ist eine deutsche Leichtathletin. Ihre Hauptdisziplinen sind 800, 400 Meter sowie 400 Meter Hürden. Sie war im Jahr 2010 in Barcelona Europameisterin mit der deutschen 4-mal-400-Meter-Staffel sowie Medaillengewinnerin bei der Sommer-Universiade 2015 und erlangte bisher drei Deutsche Meistertitel im Freien.

## Berufsweg
Fabienne Kohlmann studierte von 2009 bis 2013 Psychologie an Friedrich-Schiller-Universität Jena, wo sie den Bachelor erwarb, und wechselte anschließend nach München zur Ludwig-Maximilians-Universität, die sie mit einem Master abschloss. Seit Februar 2017 arbeitet sie in der wissenschaftlichen Gerichts- und Rechtspsychologie.

## Sportliche Karriere
Die aus Gambach in Unterfranken stammende Athletin wurde vom Schüleralter an von ihrem Vater Andreas Kohlmann und später von Andreas Knauer trainiert. Sie startet für ihren Heimatverein, die LG Karlstadt-Gambach-Lohr.

### Jugend und Junioren
Im Jahr 2005 wurde Fabienne Kohlmann in Sindelfingen in der Halle Deutsche Jugendmeisterin über 800 Meter und startete anschließend im Rahmen eines Jugend-Länderkampfes in Saarbrücken erstmals für die Nationalmannschaft. Im weiteren Saisonverlauf wurde sie Deutsche B-Jugend-Meisterin über 400 Meter Hürden. Über diese Distanz gewann sie auch beim Europäischen Olympischen Jugendfestival (EYOF) in Lignano (Italien).
Ihren bislang größten Einzelerfolg feierte sie 2007 im niederländischen Hengelo. Dort wurde sie U20-Europameisterin über 400 Meter Hürden. Außerdem gewann sie Bronze mit der deutschen 4-mal-400-Meter-Staffel. Im gleichen Jahr gewann sie die deutschen Jugendtitel über 400 Meter und 400 Meter Hürden.
Im Jahr 2008 war sie für Deutschland bei den U20-Weltmeisterschaften in Bydgoszcz (Polen) am Start. Über 400 Meter erreichte sie Platz acht, und mit der 4-mal-400-Meter-Staffel wurde sie Siebte.

### Aktive
Bei den Weltmeisterschaften 2009 in Berlin war Fabienne Kohlmann Startläuferin der deutschen 4-mal-400-Meter-Staffel, mit der sie den fünften Platz erreichte.
Im Jahr 2010 gewann sie bei den Deutschen Meisterschaften den Titel über 400 Meter Hürden in 56,15 s. Im gleichen Jahr erreichte sie bei den Europameisterschaften in Barcelona das Halbfinale, und verpasste den Finaleinzug mit der persönlichen Bestleistung von 55,49 s nur knapp. Als Startläuferin der deutschen 4-mal-400-Meter-Staffel gewann sie anschließend Gold zusammen mit Esther Cremer, Janin Lindenberg und Claudia Hoffmann.
2012 wurde sie in Helsinki bei den Europameisterschaften mit der deutschen 4-mal-400-Meter-Staffel Fünfte.
Im Jahr 2013 gewann Fabienne Kohlmann über die 800-Meter-Strecke erstmals den Deutschen Meistertitel.
Bei der Sommer-Universiade 2015 in Gwangju (Südkorea) erlangte sie über die gleiche Distanz die Bronzemedaille mit der persönlichen Bestleistung von 1:59,54 min.
Im Verlauf der Deutschen Meisterschaften 2015 gewann sie mit einer Zeit von 1:59,28 min erneut den Titel über die 800-Meter-Strecke.
Sie erreichte bei den Weltmeisterschaften 2015 in Peking über diese Distanz zusammen mit ihrer Trainingskollegin Christina Hering das Halbfinale, in welchem sie als Viertplatzierte ihres Laufes mit einer Zeit von 1:59,42 min ebenso wie Hering das Finale verpasste.
Nach den Weltmeisterschaften nahm Fabienne Kohlmann im Rahmen von Weltklasse Zürich erstmals an einem Meeting der IAAF Diamond League teil. Beim Sieg der Weltmeisterin von 2013, Eunice Jepkoech Sum aus Kenia, belegte sie in 1:59,68 min noch vor der neuen Titelträgerin Maryna Arsamassawa aus Belarus den dritten Platz.
Ihre aktuelle 800-Meter-Bestzeit von 1:58,34 min lief sie am 6. September 2015 als Zweitplatzierte hinter der Britin Lynsey Sharp beim ISTAF in Berlin.
Aufgrund von Verletzungsproblemen startete Fabienne Kohlmann im Jahr 2016 verspätet in die Freiluftsaison. Sie konnte sich im Rahmen der Deutschen Meisterschaften 2016 in Kassel durch eine schnelle Zeit im Vorlauf für die Olympischen Spiele in Rio de Janeiro qualifizieren und erreichte einen Tag später im Endlauf hinter Christina Hering den zweiten Platz. Ebenso wie bei den nachfolgenden
Europameisterschaften in Amsterdam schied sie im olympischen 800-Meter-Lauf in der Vorrunde aus.
Engels ist nach eigenen Angaben noch aktive Leichtathletin, ohne jedoch aktuell auf leistungssportlichem Niveau zu trainieren.

## Persönliche Bestleistungen
- 400 Meter: 52,30 s, Regensburg, 2010
  - Halle: 54,03 s, Karlsruhe, 2016
- 800 Meter: 1:58,34 min, Berlin, 2015
  - Halle: 2:02,96 min, Düsseldorf, 2016
- 400 Meter Hürden: 55,49 s, Barcelona, 2010

## Erfolge

### National
- Deutsche Meisterin 2010 (400 m Hürden)
- Deutsche Juniorenmeisterin 2010 (800 m)
- Deutsche Meisterin 2013 und 2015 (800 m)
- Deutsche Hallenmeisterin 2014 (800 m)
- Zweite der DM 2016 (800 m)

### International
- Dritte U20-EM 2007 (Staffel)
- U20-Europameisterin 2007 (Hürden)
- Achte U20-WM 2008 (400 m)
- Siebte U20-WM 2008 (Staffel)
- Fünfte WM 2009 (Staffel)
- Europameisterin 2010, Fünfte 2012 (Staffel)
- WM-Halbfinale 2015 (800 m)
- Dritte Universiade 2015 (800 m)
- Teilnahme Olympische Spiele 2016 (800 m)